# Fagina silvatica
Fagina silvatica är en mångfotingart som först beskrevs av Carl Graf Attems 1904.  Fagina silvatica ingår i släktet Fagina och familjen Neoatractosomatidae. Inga underarter finns listade i Catalogue of Life.